# L'Alchimie de Noël
Pour plus de détails, voir Fiche technique et Distribution.
L'Alchimie de Noël (The Knight Before Christmas) est film de Noël comique et romantique américain réalisée par Monika Mitchell, sortie en 2019 sur le réseau Netflix.

## Fiche technique
Sauf indication contraire, les informations mentionnées dans cette section peuvent être confirmées par la base de données cinématographiques IMDb,  présente dans la section « Liens externes ».
- Titre originale : The Knight Before Christmas
- Titre français: L'Alchimie de Noël
- Réalisation : Monika Mitchell
- Scénario : Cara J. Russell
- Décors Angela Murphy (États-Unis) et Derek Wallace (Irlande)
- Costumes : Barbara Gregusova
- Photographie : Greg Gardiner
- Montage : Lara Mazur
- Musique : Roger Bellon
- Production : Vanessa Hudgens et Brad Krevoy
- Sociétés de production : Motion Picture Corporation of America (en) (MPCA) et Brad Krevoy Productions
- Société de distribution : Netflix
- Pays d’origine :  États-Unis
- Langue originale : anglais
- Format : couleur
- Genre : Comédie romantique et fantastique
- Durée : 92 minutes
- Dates de sortie :
  - Monde : 21 novembre 2019 (Netflix)
- Production : Motion Picture Corporation of America

## Distribution
- Vanessa Hudgens (VF : Adeline Chetail) : Brooke
- Josh Whitehouse (VF : Pascal Nowak) : Sir Cole
- Emmanuelle Chriqui (VF : Céline Mauge) : Madison
- Ella Kenion : Mme Claus
- Harry Jarvis (VF : Manuel Levelly) : Sir Geoffrey
- Isabelle Franca (VF : Lilia Aragones) : Claire
- Jean-Michel Le Gal (VF : Xavier Béja) : David
- Arnold Pinnock (en) (VF : Jean-Paul Pitolin) : l’officier Stevens
- Shazdeh Kapadia (VF : Charlotte Hennequin) : Lily
- Evan O'Donnell : Will

## Production
Le tournage a lieu de mai en octobre 2019 à Orillia et Bracebridge en Ontario, en passant au château de Charleville  à Tullamore en Irlande pour les prêter les traits au château de Norwich.

## Accueil
Le site agrégateur de revues américain Rotten Tomatoes obtient un niveau de confiance de 79% avec quatorze critiques et une note une moyenne pondérée de 6.67/10. Allociné lui donne la moyenne de 3/5 avec 82 notes dont sept critiques.